# Coober Pedy
Coober Pedy là một thị trấn ở phía bắc Nam Úc. Thị trấn này được mệnh danh là thủ đô opal của thế giới do sản lượng lớn opal được khai thác ở đây. Dân số năm 2011 là 1695 người. Coober Pedy nổi tiếng với các công trình ngầm, hầu hết đều sống dưới lòng đất, nơi họ xây dựng những nhà thờ, nhà hàng, khách sạn. Cư dân sống dưới lòng đất để tránh khí hậu sa mạc khắc nghiệt với ánh nắng mặt trời chói chang.
Tên của vùng đất Coober Pedy xuất phát từ thuật ngữ của thổ dân địa phương "kupa piti", có nghĩa là "hang của người da trắng dưới lòng đất.